# Campeonato da Europa de Atletismo de 2010 - 5000 m masculino
A prova dos 5000 metros masculino do Campeonato da Europa de Atletismo de 2010 foi disputada entre os dias 29 e 31 de julho de 2010 no Lluís Companys em Barcelona,  na Espanha. 

## Recordes
Antes desta competição, os recordes mundiais e do campeonato nesta prova eram os seguintes:
|                       | Nome             | Nacionalidade | Tempo     | Local     | Data                 |
| --------------------- | ---------------- | ------------- | --------- | --------- | -------------------- |
| Recorde mundial       | Kenenisa Bekele  | Etiópia       | 12m37s35  | Hengelo   | 31 de maio de 2004   |
| Recorde do campeonato | Jack Buckner     | Reino Unido   | 13m10s 15 | Estugarda | 31 de agosto de 1986 |
| Recorde europeu       | Mohammed Mourhit | Bélgica       | 12m49s71  | Bruxelas  | 25 de agosto de 2000 |

## Medalhistas
| Ouro           | Prata              | Bronze                |
| Mo Farah (GBR) | Jesús España (ESP) | Hayle Ibrahimov (AZE) |

## Cronograma
Todos os horários são locais (UTC+2).
| Data        | Hora  | Evento  |
| ----------- | ----- | ------- |
| 29 de julho | 18:45 | Bateria |
| 31 de julho | 21:20 | Final   |

## Resultados

### Bateria
Qualificação: 5 atletas de cada bateria  (Q) mais os 5 melhores qualificados (q). 
Bateria 1
| Posição | Raia | Atleta            | Nacionalidade | Tempo    | Notas |
| ------- | ---- | ----------------- | ------------- | -------- | ----- |
| 1       | 2    | Hayle Ibrahimov   | Azerbaijão    | 13:32.98 | Q,    |
| 2       | 15   | Alemayehu Bezabeh | Espanha       | 13:34.44 | Q     |
| 3       | 12   | Daniele Meucci    | Itália        | 13:35.02 | Q,    |
| 4       | 13   | Chris Thompson    | Reino Unido   | 13:35.58 | Q     |
| 5       | 4    | Mert Girmalegese  | Turquia       | 13:36.32 | Q     |
| 6       | 11   | Alistair Cragg    | Irlanda       | 13:37.66 | q     |
| 7       | 8    | Arne Gabius       | Alemanha      | 13:39.78 | q     |
| 8       | 9    | Aleksandr Orlov   | Rússia        | 13:41.44 | q     |
| 9       | 3    | Tiidrek Nurme     | Estónia       | 13:49.19 |       |
| 10      | 7    | Eduard Mbengani   | Portugal      | 13:50.22 |       |
| 11      | 1    | Gezachw Yossef    | Israel        | 13:55.97 |       |
| 12      | 5    | Philipp Bandi     | Suíça         | 13:58.11 |       |
| 13      | 10   | Matti Räsänen     | Finlândia     | 14:01.35 |       |
| 14      | 6    | Sindre Buraas     | Noruega       | 14:03.93 |       |
| -       | 14   | Oskar Käck        | Suécia        |          | DNF   |

Bateria 1
| Posição | Raia | Atleta               | Nacionalidade | Tempo    | Notas |
| ------- | ---- | -------------------- | ------------- | -------- | ----- |
| 1       | 2    | Mo Farah             | Reino Unido   | 13:38.26 | Q     |
| 2       | 5    | Jesús España         | Espanha       | 13:38.47 | Q     |
| 3       | 10   | Sergio Sánchez       | Espanha       | 13:38.48 | Q     |
| 4       | 12   | Noureddine Smaïl     | França        | 13:38.49 | Q     |
| 5       | 1    | Serhiy Lebid         | Ucrânia       | 13:38.51 | Q     |
| 6       | 13   | Stefano La Rosa      | Itália        | 13:38.71 | q     |
| 7       | 11   | Kemal Koyuncu        | Turquia       | 13:47.41 | q     |
| 8       | 4    | Yevgeniy Rybakov     | Rússia        | 13:52.58 |       |
| 9       | 9    | Sondre Nordstad Moen | Noruega       | 13:53.69 |       |
| 10      | 14   | Halil Akkaş          | Turquia       | 14:07.42 |       |
| 11      | 6    | Mark Christie        | Irlanda       | 14:12.68 |       |
| 12      | 3    | Jussi Utriainen      | Finlândia     | 14:17.07 |       |
| 13      | 8    | Johan Wallerstein    | Suécia        | 14:43.34 |       |
| -       | 7    | Youssef El Kalay     | Portugal      | -        | DNS   |

### Final
| Posição.          | Raia | Atleta            | Nacionalidade | Tempo    | Notas |
| ----------------- | ---- | ----------------- | ------------- | -------- | ----- |
| Medalha de ouro   | 4    | Mo Farah          | Reino Unido   | 13:31.18 |       |
| Medalha de prata  | 12   | Jesús España      | Espanha       | 13:33.12 |       |
| Medalha de bronze | 10   | Hayle Ibrahimov   | Azerbaijão    | 13:34.15 |       |
| 4                 | 2    | Serhiy Lebid      | Ucrânia       | 13:38.69 |       |
| 5                 | 9    | Noureddine Smaïl  | França        | 13:38.70 |       |
| 6                 | 11   | Daniele Meucci    | Itália        | 13:40.17 |       |
| 7                 | 1    | Alemayehu Bezabeh | Espanha       | 13:43.23 |       |
| 8                 | 15   | Chris Thompson    | Reino Unido   | 13:44.42 |       |
| 9                 | 13   | Mert Girmalegese  | Turquia       | 13:45.25 |       |
| 10                | 7    | Stefano La Rosa   | Itália        | 13:46.58 |       |
| 11                | 14   | Aleksandr Orlov   | Rússia        | 13:58.11 |       |
| 12                | 5    | Arne Gabius       | Alemanha      | 13:59.11 |       |
| 13                | 6    | Kemal Koyuncu     | Turquia       | 14:17.32 |       |
| -                 | 3    | Alistair Cragg    | Irlanda       | DNF      |       |
| -                 | 8    | Sergio Sánchez    | Espanha       | DNF      |       |

Legenda
| Recorde mundial       | Recorde mundial (World record)               |                       | Recorde africano                      | Recorde africano (African) |                                           | Q | Classificado por posição (Qualified) |
| Recorde do campeonato | Recorde do campeonato (Championship record)  | Recorde da América    | Recorde da América (Americas)         | q                          | Classificado por melhor tempo (Qualified) |   |                                      |
| Melhor marca do ano   | Melhor marca do ano (World leading)          | Recorde asiático      | Recorde asiático (Asian)              | DNS                        | Não largou (Did not start)                |   |                                      |
| Recorde nacional      | Recorde nacional (National record)           | Recorde europeu       | Recorde europeu (European)            | DNF                        | Não terminou (Did not finish)             |   |                                      |
| Recorde pessoal       | Recorde pessoal do atleta (Personal best)    | Recorde da Oceania    | Recorde da Oceania (Oceania)          | DSQ / DQ                   | Desclassificado (Disqualified)            |   |                                      |
| Recorde da temporada  | Recorde da temporada do atleta (Season best) | Recorde sul-americano | Recorde sul-americano (South America) | NM                         | Sem marca (No mark)                       |   |                                      |